# Skarpsallingkarret
Skarpsallingkarret er et lerkar fra omkring år 3200 f.Kr. , som blev fundet i 1891 ved en stenaldergravhøj ved landsbyen Skarp Salling i Himmerland.
Det er 19,5 cm højt og er dekoreret i Klintebakkestil med adskillige mønstre, som er udført med kanten af en hjertemusling og en overskåret fuglerørknogle. Karret har kunnet hænge, da det har to vandrette snoreører.

## Historie
Karret blev fundet i 1891 af stenhuggermester O. Bengtsson og arbejdsmand Jens Josefsen, som huggede sten til jernbanebroer i forbindelse med anlæggelsen af Hobro-Løgstør-banen.
I forbindelse med arbejdet blev adskillige gravhøje sløjfet, og flere lodsejere havde betinget sig, at indtægter af salg af oldtidsfund skulle tilfalde dem. Baneanlæggets entreprenør, Ole Nielsen, solgte derfor karret til opkøber Th. Christensen for 18,- kr. som siden hen solgte det videre til Randers Museum, hvorfra karret endte på Nationalmuseet i 1892.
En kopi af karret er udstillet på Vesthimmerlands Museum i Aars. Den 13. februar 1992 gengav Post Danmark karret på frimærke, som et af fire mærker med genstande fra Nationalmuseets samlinger som motiv, og det er desuden afbilledet på bagsiden af den danske 50-kroneseddel fra 2009.
Selve gravhøjen havde været 25 m i diameter og 3-4 m høj. I højen fandtes rester efter et ca. 5 m langt jættestuekammer.
Gravhøjen blev 1935-1936 restaureret med rådgivning fra Nationalmuseet og den restaurerede høj blev afsløret i juni 1936.

## Galleri
- Skarpsallingkarret
- I udstillingen på Nationalmuseet